# わんだふるぷりきゅあ!LIVE2024 FUN☆FUN☆えぼりゅーしょん!
『わんだふるぷりきゅあ！LIVE2024 FUN☆FUN☆えぼりゅーしょん！』（わんだふるぷりきゅあ！ライブ2024 ファンファンえぼりゅーしょん）は、2024年10月12日にKT Zepp Yokohamaで開催された、アニメ『わんだふるぷりきゅあ!』のコンサート、およびその模様を収録し2025年2月7日にマーベラスよりBlu-rayで発売されたライブ・ビデオ。

## 背景
テレビアニメ『わんだふるぷりきゅあ!』の主題歌歌手と出演声優によるコンサートで、作品公式ライブとしては2024年2月17日・18日開催の『ひろがるスカイ!プリキュア 感謝祭』に続く通算13回目の開催、ライブハウスでのオールスタンディング形式の作品ライブの開催は2018年7月29日に品川ステラボールで開催された『HUGっと!プリキュアLIVE2018 ライブ・フォー・ユー!!』以来6年3ヶ月ぶりの開催となった。
今回のライブは前年に引き続き、ピカピカあふたぬーん公演（開場：13時／開演：14時）とトキメキないと公演（開場：18時／開演：19時）の昼夜2部開催となり、あわせて今回もオンラインによるライブ生配信・アーカイブ配信も実施、『uP!!!』（現・au Live Streaming）と『TELASA』を配信プラットフォームとして使用する。こちらの配信では、主題歌歌手5人による前説動画の配信も行われている。
今回のライブは『わんだふるぷりきゅあ！』および2024年9月公開の映画『わんだふるぷりきゅあ!ざ・むーびー! ドキドキ♡ゲームの世界で大冒険!』の楽曲を中心に据えつつ、前年の『ひろがるスカイ!プリキュア』『映画 プリキュアオールスターズF』の楽曲もセットリストに組み込んでいる。さらに2025年1月より放送されている『魔法つかいプリキュア!!〜MIRAI DAYS〜』主題歌「Dokkin◇魔法つかいプリキュア!!Part3〜MIRAI DAYS〜」がサプライズで初披露された。

## リリース
これまでの公式ライブ同様、スペシャルCD付指定席券を購入した観客限定で、ボーカルアルバム『We are わんだふる!!!!』に収録されているイメージソング「CLAP & CHANT!〜アイノウタ〜」の参加歌手それぞれのソロバージョンとキャラクターソングのメドレーアレンジバージョンを収録したスペシャルCDが特典として配布された。
ライブBDは1枚組パッケージで、本編として「トキメキないと公演」の全編と、映像特典として「ピカピカあふたぬーん公演」での一部変更楽曲とライブMCで構成されたダイジェスト映像を収録。封入特典としてライブの場面写真を収録したフォトブックレットが付属されている。また通常版に加えて、オープニングテーマ「わんだふるぷりきゅあ!evolution!!」を収録したオルゴールが付属する特典版も発売された。

## 出演者
- 長縄まりあ
- 種﨑敦美
- 松田颯水
- 上田麗奈
- 吉武千颯
- 石井あみ
- 後本萌葉
- Machico
- 北川理恵

## セットリスト
セットリスト出典：。歌手名は昼夜同一の楽曲についてはトキメキないと公演では記述を省略。楽曲の解説は各収録作品を参照のこと。

### 第1部 ピカピカあふたぬーん公演
1. わんだふるぷりきゅあ！evolution!!（吉武千颯）
2. わんだふる♡わお（長縄まりあ）
3. Chattin' Now!（種﨑敦美）
4. ASOBO♪OSANPO（後本萌葉）
5. ほわいとDestiny（松田颯水）
6. まごころ＋INSPIRATI☆N（上田麗奈）
7. Wonderful Smile（石井あみ）
8. わんだフル・わんデイ（石井あみ・後本萌葉・吉武千颯）
9. For "F"（石井あみ、Machico）
10. ひろがるスカイ!プリキュア 〜Hero Girls〜（石井あみ）
11. Dokkin♢魔法つかいプリキュア!（北川理恵）[注 3]
12. Dokkin◇魔法つかいプリキュア!!Part3〜MIRAI DAYS〜（北川理恵）
13. CLAP & CHANT!〜アイノウタ〜（北川理恵、Machico、吉武千颯）
14. 大好きのキズナ（石井あみ、北川理恵）
15. FUN☆FUN☆わんだふるDAYS!（石井あみ＆後本萌葉）[注 3]
16. Daybreak song（石井あみ、北川理恵、Machico、吉武千颯）
17. All for one Forever（吉武千颯＆北川理恵、Machico）
18. ヒロガリズム（石井あみ、吉武千颯）
19. Happy≒Future（吉武千颯、後本萌葉）
20. やくそく（Machico＋石井あみ、北川理恵、後本萌葉、吉武千颯）
21. Wonder Flowers プリキュア（石井あみ、後本萌葉、北川理恵、Machico、吉武千颯）
22. Hello・Bow・Mew 〜We are わんだふる!!!!〜（長縄まりあ、種﨑敦美、松田颯水、上田麗奈）
23. しあわせえぼりゅ〜しょん♡ 〜こむぎ＆いろはVer.〜（石井あみ＆後本萌葉＋北川理恵、Machico、吉武千颯）
24. アンコール：FUN☆FUN☆わんだふるDAYS!（出演者全員）

### 第2部 トキメキないと公演
1. わんだふるぷりきゅあ！evolution!!
2. わんだふる♡わお
3. Chattin' Now!
4. ASOBO♪OSANPO
5. ほわいとDestiny
6. まごころ＋INSPIRATI☆N
7. Wonderful Smile
8. わんだフル・わんデイ
9. For "F"
10. ひろがるスカイ!プリキュア 〜Hero Girls〜
11. Dokkin♢魔法つかいプリキュア!Part2（北川理恵）[注 3]
12. Dokkin◇魔法つかいプリキュア!!Part3〜MIRAI DAYS〜
13. CLAP & CHANT!〜アイノウタ〜
14. 大好きのキズナ
15. FUN☆FUN☆わんだふるDAYS![注 3]
16. Daybreak song
17. All for one Forever
18. Dear Shine Sky（吉武千颯）
19. Happy≒Future
20. やくそく
21. Wonder Flowers プリキュア
22. Hello・Bow・Mew 〜We are わんだふる!!!!〜
23. しあわせえぼりゅ〜しょん♡ 〜ユキ＆まゆVer.〜（石井あみ、後本萌葉）
24. アンコール：FUN☆FUN☆わんだふるDAYS!

## 関連イベント
今回も2024年9月3日から18日までの期間に、タワーレコード渋谷店の4階エスカレーター側催事スペースにて、本ライブの開催を記念し「プリキュアライブ衣装展」を開催した。今回は前年の『ひろがるスカイ!プリキュアLIVE2023 Hero Girls Live 〜Max!Splash!GoGo!〜』に出演した歴代主題歌歌手の衣装を展示したほか、本ライブの一部限定グッズを数量限定で先行販売した。

## 関連番組
ちはやお姉さんの見たい！聴きたい！伝えたい！
開催前週の2024年10月4日にマーベラス音楽映像公式YouTubeチャンネルで、本ライブの直前SP生配信を実施、本ライブのチケットや特典、生配信、グッズ、エポスカード会員特典・入会キャンペーンなどの情報を伝えた。
わんだふるぷりきゅあ!LIVE2024 FUN☆FUN☆えぼりゅーしょん! ウォッチパーティー！
10月17日の19時から22時に、マーベラス公式YouTubeチャンネルで、ピカピカあふたぬーん公演のウォッチパーティー配信を実施、吉武千颯、石井あみ、後本萌葉の3人がライブアーカイブ映像を見ながら生配信でトークを繰り広げた。